# Евангелическая уния
Евангелическая уния или Протестантская уния (нем. Protestantische Union), Уния протестантская — объединение (уния) восьми протестантских князей и семнадцати протестантских вольных имперских городов в Священной Римской империи, образованное незадолго до начала тридцатилетней войны. 
Союз основан в 1608 году, уния была возглавлена кальвинистом курфюрстом Пфальца Фридрихом IV. Причиной объединения было завоевание Максимилианом Баварским свободного империального города Донаувёрт, случившееся после нападения протестантов на католическую процессию, и насаждение в нём католицизма.

## История
Попытки образовать подобный союз протестантов делались ещё в конце XVI века, но успеху их препятствовали распри лютеран с кальвинистами. В начале XVII века успехи католической реакции в Германских землях и германо-римской империи заставили протестантских князей поторопиться с образованием союза.
Особенно сильно подействовала в этом направлении история с вольным имперским городом Донаувертом (из-за религиозных беспорядков попал под имперскую опалу в 1607 году, перешёл в залог католическому курфюрсту Баварии Максимилиану I с нарушением процедур), а также вопрос о наследовании в герцогствах Юлих и Клеве, существенно затрагивавший интересы немецкого протестантизма в империи. Сторонники протестантской унии находили поддержку во французском короле Генрихе IV, желавшем ослабить Испанию и немецких Габсбургов.
Самым деятельным организатором унии стал Кристиан Ангальтский. Первоначально замечалось стремление к образованию двух особых союзов, лютеранского и кальвинистического. Главными членами первого союза, образовавшегося в мае 1605 года, были Вюртемберг, Пфальц-Нойбург и Баден. Тогда же, во второе соглашение вступили Курфюршество Пфальцское, Ангальт-Дессау, Кульмбах, Ансбах и Ландграфство Гессенское.
В 1607 году образовался отдельный союз между курфюршеством Пфальцским и Вюртембергом, послуживший связью между обоими протестантскими союзами.
Усиление опасности со стороны католиков побудило Кристиана Ангальтского на Регенсбургском сейме, в 1608 году, вести переговоры об образовании общей протестантской унии, в которую вошли бы члены обоих уже существовавших союзов. 14 мая 1608 года в Агаузене (в Ансбахе) была образована Евангелическая уния, в которую вошли курфюршество Пфальцское, Вюртемберг, Баден, Кульмбах, Ансбах, Пфальц-Нойбург. Её целью провозглашалась защита личности и владений членов союза, а также совместные действия в интересах протестантизма. Уния имела директора (курфюрст Пфальцский), общую кассу, составлявшуюся из взносов союзников, и общую армию.
В следующем году к унии примкнули ландграфство Гессенское, Курфюршество Бранденбургское и несколько имперских городов.
Образование Евангелической унии вызвало создание католиками в 1609 году своей «Католической лиги». Обе организации столкнулись в вопросе о Юлих-Клевском наследстве, и дело чуть не дошло тогда же до войны. Чтобы обеспечить себя на случай войны, Евангелическая уния заключила в 1612 году союз с Англией, затем с Нидерландами.
На съезде в Ротенбурге члены унии формулировали ряд требований, предъявленных затем на Регенсбургском сейме 1613 года, где к ним примкнуло несколько других протестантских государств. Император был против этих требований; примирительный попытки потерпели неудачу.
Между тем, Уния завязала сношения и с богемскими протестантами. Восставшие 23 мая 1618 года чехи предложили 28 сентября 1618 года корону Богемии (Чехии) лидеру Евангелической унии Фридриху V Пфальцскому. На съезде Евангелической унии 12 сентября 1619 года в Ротенбурге предметом рассмотрения был вопрос, должен ли Фридрих V Пфальцский принимать богемскую корону. После его избрания чешским сеймом королём Богемии и начала военных действий между католической императорской армией и чешским войском Уния действовала вяло и проявила полное бессилие, зависевшее от преобладания между её членами частных интересов. Уния обещала Фридриху Пфальцскому помощь, если нападению подвергнутся его наследственные владения, но отказалась поддерживать его в его богемском предприятии; затем между Унией и Католической лигой был подписан Ульмский договор, по которому Лига дала обещание не трогать наследственных владений Фридриха, а Уния — сохранять в таком случае мир. Уния действовала нерешительно даже тогда, когда войска эрцгерцога Альбрехта вторглись в Пфальц и начали опустошать его и уничтожать местных жителей.
Известие о белогорской битве повело к упадку Унии: имперские города стали выходить из неё. Полное бессилие Унии сказывалось все сильнее: в апреле 1621 года она вошла со Спинолой (полководцем Альбрехта) в соглашение, в силу которого Пфальц был оставлен на произвол судьбы.
Вскоре Уния совсем распалась, не сыграв в судьбах немецкого протестантизма той роли, к которой, казалось, была призвана.

## Участники
| Статус               | Состав |
| -------------------- | --- |
| Учредители           | Курфюршество Пфальц, Пфальц-Нейбург, маркграфство Баден-Дурлах, герцогство Вюртемберг, княжество Ансбах, княжество Байрейт. |
| Дальнейшие участники | с 1608 года - Графство Эттинген-Эттинген, княжество Ангальт, Пфальц-Цвейбрюккен. с 1609 года - маркграфство Бранденбург, Гессен-Кассель. |
| Имперские города     | с 1609 года: Нюрнберг, Страсбург, Ульм, Швайнфурт, Ротенбург, Вайсенбург-ин-Байерн, Бад-Виндсхайм с 1610 года. Швебиш-Халль, Хайльбронн, Кемптен, Мемминген, Нёрдлинген Нет данных о дате вступления. Вормс, Эслинген-ам-Неккар, Аален, Гинген-ан-дер-Бренц, Шпайер |